# Horton-by-Malpas
Horton-by-Malpas – były civil parish w Anglii, w hrabstwie ceremonialnym Cheshire, w dystrykcie (unitary authority) Cheshire West and Chester, w civil parish Shocklach Oviatt and District. Leży 18 km na południe od miasta Chester i 250 km na północny zachód od Londynu. W 2001 roku civil parish liczyła 62 mieszkańców.